# Мирис, Августин

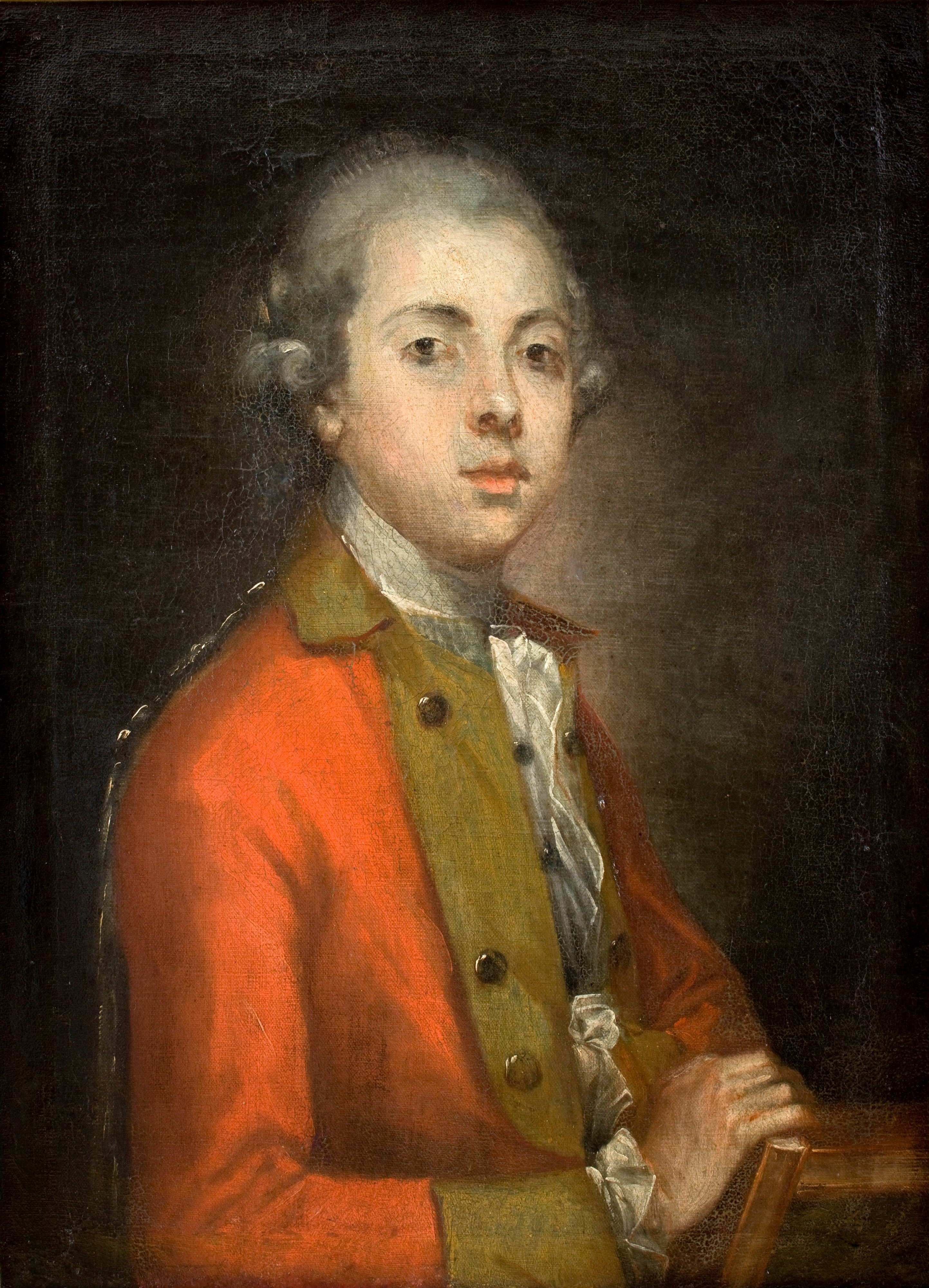
Портрет поэта Каэтана Венгерского (1772 г.). Национальный музей в Кракове

Августин Мирис (пол. Augustyn Mirys; 8 января 1700 (или 1710?), Франция — 8 марта 1790, Нове-Място близ Белостока) — польский живописец шотландско-французского происхождения.

Портрет князя Юзефа Сапеги

Родился, вероятно, во Франции и получил образование в Риме. В 1739 году встретил польского аристократа Яна Каэтана Яблоновского, который пригласил его в Польшу, и переехал в Речь Посполитую. Жил в Данциге, затем в Варшаве. Работал при дворах польских магнатов: Яна Каэтана Яблоновского, семьи Сапег (с 1740), семьи Красицких (1749—1750), маршала Францишека Белинского (с 1750). С 1746 года писал портреты для семей Цетнер и Красицких.
В начале 1750-х годов поступил на службу к Яну Клеменсу Браницкому и переехал в Белосток.
Автор портретов и декораций для гетманского дворца и театра (монументальный занавес). Писал религиозные, мифологические и исторические картины, пейзажи. Работал в основном маслом и пастелью.